# District d'Argelès
Le district d'Argelès est une ancienne division territoriale française du département des Hautes-Pyrénées de 1790 à 1795.
Il était composé des cantons d'Argelès, Aucun, Jun Calas, Lourde, Luz, Saint Pé et Saint Savin.